# Barão de Almofala
Barão de Almofala foi um título nobiliárquico criado pela rainha D. Maria II de Portugal, por decreto 20 de janeiro de 1847, confirmado por carta régia de 3 de maio de 1847, a favor do general António José da Silva Leão, 1.º Barão de Almofala.

## Barão de Almofala (1847)

### Titulares
1. António José da Silva Leão, 1.º Barão de Almofala;
2. Eduardo Augusto Possolo Correia de Leão, 2.º Barão de Almofala.

### Armas
Um escudo partido em pala; na primeira as armas dos Serrões — em campo de prata, uma serra ao pé do escudo, e um leão vermelho, armado de negro, que tem os pés firmados na serra; na segunda pala as armas dos Silvas — em campo de prata um leão de púrpura armado de azul.